# Széchenyi 2020 program
A Széchenyi 2020 Program az Európai Unió és a Magyar Állam 2010 és 2020 között futó programtervezete, mely pályázatok formájában támogat cégeket, vállalkozásokat, projekteket. Az EU-s támogatást a kormány fogadja és adja tovább a pályázóknak.

## Uniós pályázatok és az Európai Unió céljai
Az Európai Unió számos projekt megvalósítását dotálja és támogatja uniós pályázatokon keresztül, elsősorban az alábbi területeken:
1. kutatásfejlesztés és innováció,
2. mezőgazdaság és vidékfejlesztés,
3. foglalkoztatás és társadalmi befogadás,
4. regionális és városfejlesztés,
5. tengerügyi és halászati politika,
6. humanitárius segítségnyújtás[1]

### Az uniós források kezelése
Az Európai Unió a források felhasználását koordinálja, hogy érvényesüljön az átláthatóság és elszámolhatóság elve. A 28 európai uniós biztosból álló testület politikai felelősséget gyakorol azért, hogy az uniós pénzeszközök használata szabályszerűen menjen végbe. Az uniós pályázati támogatások döntő többségét a kedvezményezett tagállamok kezelik (az Európai Unió tagállamai), az adott tagállam kormánya felel az összes ellenőrzésért, beleértve az éves ellenőrzés lebonyolítását. Az uniós költségvetés több mint 76%-ával az ún. megosztott irányítás keretében az Európai Bizottság együttesen gazdálkodik a regionális és tagállami hatóságokkal az 5 nagy pénzalap felhasználásával.

### Az Európa 2020 stratégia végrehajtását segítő alapok
1. Európai Regionális Fejlesztési Alap (ERFA- regionális és városfejlesztés),
2. Európai Szociális Alap (ESZA- társadalmi befogadás és jó kormányzás),
3. Európai Mezőgazdasági Vidékfejlesztési Alap,
4. Kohéziós Alap (a kevésbé fejlett régiók gazdasági konvergenciája),
5. Európai Tengerügyi és Halászati Alap.

Az Európai Unió a fennmaradó pénzforrást direkt módon kezeli.

### Finanszírozási formák az Európai Unióban
Támogatás – az uniós szakpolitikákkal kapcsolatos konkrét projektek megvalósítására. A támogatás odaítélése uniós pályázatokon történik. Az EU finanszírozza a költségek egy részét, a fennmaradó részt más forrásokból kell előteremteni (Magyar Állam, etc.)
Szerződések – ezek az Európai Unió intézményei között köttetnek, abból a célból, hogy az Unió megvásárolja a működéséhez nélkülözhetetlen árukat, szolgáltatásokat és építési beruházásokat. Példaként említhetők a következő célból kötött szerződések: tanulmányok készítése, képzés, illetve konferenciaszervezés biztosítása, informatikai termékek beszerzése. A szerződések odaítélése ajánlati felhívás közzétételével induló eljárás útján valósul meg.
Az Európai Unió közzéteszi a világhálón azon kedvezményezettek nevét, amelyek a nem uniós országok számára elkülönített forrásokból részesülnek támogatásban.

### Pályázattípusok az Európai Unióban
1. Telephelyvásárlás, telephelyfejlesztés
2. K+F
3. Eszközbeszerzés
4. Foglalkoztatás és képzés
5. Információs technológia fejlesztés (IT)
6. Megújuló energia és energiahatékonyság[3]

## A Széchenyi 2020 program mint az uniós fejlesztési politika szerves része
Az Európai Unió jelenlegi közös gazdasági stratégiája az Európa 2020 stratégia, amely a 2001-2010. közötti időszakban futó Lisszaboni Stratégiát váltotta fel. Előbbinek magyar megfelelője a Széchenyi 2020 program. Az Európai Unió, és ezzel Magyarország hivatalos stratégiai célja az elkövetkező tíz évben a gazdasági növekedés helyreállítása és megalapozása annak ellenére, hogy öregszik a társadalom és élesedik a nemzetközi verseny.

### A 2014-2020 tervezési időszak - A Széchenyi 2020 program

#### Az Európa 2020 általános alapelvei és céljai
A Széchenyi 2020 mögött álló Európa 2020 fekteti le az Európai Unió stratégiai szempontjait a következő programozási periódusra nézve, amely egy a gyors, fenntartható és inkluzív növekedést célzó stratégia. Az Európa 2020 pontos célokat és az ezeknek megfelelő eszközöket határoz meg az Európai Unió számára a 2020-ig terjedő horizonton. A várakozások szerint valamennyi uniós politika (beleértve az Integrált Tengerpolitikát és a Közös Halászati Politikát) hozzájárul majd az Európa 2020 célkitűzéseihez és eszközeihez. Különösen a Kohéziós Politikát, a Közös Agrárpolitikát, valamint a Közös Halászati Politikákat illetően, a megfelelő alapok csoportosításra kerültek a „Közös Stratégiai Keret” (KSK) alatt, amely lefekteti az Európai Unió ezen alapok felhasználásával kapcsolatos stratégiai szempontjait a következő programkészítési periódusra. A KSK az Európa 2020 célkitűzéseiből eredően 11 Tematikus Célkitűzést (TC) állít fel, amelyek közül az ERFA, ESZA, KA, EMVA és az ETHA – az Európai Strukturális és Befektetési Alapok („ESI alapok”) – az adott területekhez kapcsoló célzott támogatásokat nyújtanak majd Magyarországon is a Széchenyi 2020 program keretében. A KSK megmutatja az Európai Unió közös stratégiai irányelveit valamennyi ESI alap esetében a következő programkészítési periódusra nézve. A KSK stratégiai iránymutatásait követve és megfelelő Nemzeti Reformprogramokkal összhangban – amelyeket a tagállamok az Európa 2020 stratégia végrehajtása érdekében alkottak meg – a tagállamok a Partnerségi Megállapodások (Partnership Agreements - PM) keretében nemzeti stratégiákat alakítanak ki, amelyeket a Bizottsággal kell elfogadtatni.  Magyarország esetében ez a Széchenyi 2020 program.

#### A Széchenyi 2020 operatív programjai
Magyarország 12 000 milliárd forint fejlesztési forrást használhat fel az Európai Unió és a hazai költségvetés támogatásával 2020-ig. Ez azt jelenti, hogy ebben a fejlesztési ciklusban minden magyar állampolgárra 50 ezer Ft-tal több fejlesztési forrás jut, mint a korábbi Új Széchenyi Terv fejlesztési ciklusban.
1. Gazdaságfejlesztési és Innovációs Operatív Program (GINOP)
2. Terület- és Településfejlesztési Operatív Program (TOP)
3. Versenyképes Közép-Magyarország Operatív Program (VEKOP)
4. Emberi Erőforrás Fejlesztési Operatív Program (EFOP)
5. Környezeti és Energiahatékonysági Operatív Program (KEHOP)
6. Integrált Közlekedésfejlesztési Operatív Program (IKOP)
7. Közigazgatás- és Közszolgáltatás Fejlesztési Operatív Program (KÖFOP)
8. Rászoruló Személyeket Támogató Operatív Program (RSZTOP)
9. Vidékfejlesztési Program (VP)
10. Magyar Halgazdálkodási Operatív Program (MAHOP)[6]

A Széchenyi 2020 program uniós pályázatai régiók szerint elérhetőek, ami nagyban megkönnyíti a potenciális pályázók eligazodását.